# 129
El 129 (CXXIX) fou un any comú començat en divendres del calendari julià.

## Esdeveniments
- Març: Hadrià navega d'Eleusis a Efes després d'haver passat l'hivern a Atenes[1] per ajuda al procés de romanització amb les seves inspeccions locals.
- 27 d'abril: Hadrià és a Laodicea del Licos.[1]
- Construcció a Lambaesis d'un nou campament de defensa de Numídia per part de les legions romanes (Legio III Augusta).[2]